# Dipartimento di Yoro
Il dipartimento di Yoro è un dipartimento dell'Honduras centrale avente come capoluogo Yoro.
Vi sono ricche terre agricole situate nella valle del fiume Aguan e nella valle Sula.
Una delle caratteristiche che contraddistinguono il dipartimento è la Lluvia de Peces (Pioggia dei Pesci), dove vari pesci cadono dal cielo in seguito a violente piogge.
Il dipartimento di Yoro comprende 11 comuni:
- Arenal
- El Negrito
- El Progreso
- Jocón
- Morazán
- Olanchito
- Santa Rita
- Sulaco
- Victoria
- Yorito
- Yoro